# Polichno (województwo kujawsko-pomorskie)
Polichno – wieś w Polsce położona w województwie kujawsko-pomorskim, w powiecie nakielskim, w gminie Nakło nad Notecią.
Wieś królewska Polikno starostwa nakielskiego, pod koniec XVI wieku leżała w powiecie kcyńskim województwa kaliskiego.

## Podział administracyjny
W latach 1975–1998 miejscowość położona była w województwie bydgoskim.

## Demografia
Według Narodowego Spisu Powszechnego (III 2011 r.) liczyła 356 mieszkańców. Jest dziesiątą co do wielkości miejscowością gminy Nakło nad Notecią.

## Dawne cmentarze
Na terenie wsi zlokalizowane są 3 nieczynne cmentarze ewangelickie.

## II wojna światowa
W październiku roku 1939, miejscowi Niemcy zrzeszeni w szeregach paramilitarnego Selbstschutzu zamordowali w pobliskim lesie 27 mieszkańców Polichna i Rozwarzyna.